# Neopatersonia
Neopatersonia es un género obsoleto de plantas herbáceas, perennes y bulbosas oriundas de Sudáfrica y perteneciente a la subfamilia de las escilóideas dentro de las asparagáceas. 
Las especies antes pertenecientes a este género han sido transferidas al género afín Ornithogalum con los siguientes nombres:
- Neopatersonia falcata G.J.Lewis, Ann. S. African Mus. 40: 8 (1952)=  Ornithogalum falcatum (G.J.Lewis) J.C.Manning & Goldblatt, Edinburgh J. Bot. 60: 553 (2003 publ. 2004).
- Neopatersonia namaquensis G.J.Lewis, Ann. S. African Mus. 40: 6 (1952) = Ornithogalum filicaule J.C.Manning & Goldblatt, Edinburgh J. Bot. 60: 553 (2003 publ. 2004).
- Neopatersonia rotata (U.Müll.-Doblies & D.Müll.-Doblies) Mart.-Azorín, M.B.Crespo & Juan, Ann. Bot. (Oxford) 107: 30 (2011) = Ornithogalum rotatum U.Müll.-Doblies & D.Müll.-Doblies, Feddes Repert. 107: 482 (1996).
- Neopatersonia uitenhagensis Schönland, Rec. Albany Mus. 2: 252 (1912) = Ornithogalum neopatersonia J.C.Manning & Goldblatt, Bothalia 36: 88 (2006).